# 陳顯 (明朝)
陳顯（1338年—1403年5月18日），又名光顯，字希文，號南海，福建金門人，明代官員。

## 生平
陳顯約於1338年出生於金門下坑，明洪武四年（1371年）中第四名舉人，為明代金門中舉第一人，由於明朝剛剛統一天下，人才匱乏，中舉前五名者即授任五品知州。洪武五年（1372年），陳顯被任命為河南汝州知州，洪武八年（1375年）調任山西隰州知州，尋以丁憂去職，洪武十二年（1379年）起復山東德州知州。洪武十三年（1380年），朱棣就藩北平府，聞陳顯有治績，將其招至幕下，任命為掌書記，朱棣受命北伐蒙古時的露布即為陳顯所撰。明惠宗即位後，朱棣漸漸有了反心，陳顯就趁著下棋時進諫，但朱棣不聽，陳顯就以生病為由請辭還鄉，縱情詩酒之中。建文四年（1402年）朱棣奪取帝位後，於永樂元年（1403年）派人召陳顯入朝為官，陳顯假意答應並假裝收拾行李，晚上（5月18日）沐浴更衣服毒自殺殉君。

## 紀念
清雍正四年（1726年）下旨賜陳顯忠臣匾，並要求地方建祠祭祀。陳顯的後裔遍及兩岸四地和東南亞，每年清明節從世界各地回來祭祖的族裔有五、六百人之多，明末移居同安縣翔安內厝鎮的陳顯後人1947年前曾到金門祭祖，1949年兩岸分治之後中斷，直到2009年才恢復祭祖活動。

## 家庭
- 父陳濟，又名陳與濟[6]。
- 原配趙氏
  - 長子陳致淳，永樂十年（1412年）分居小徑聚落[6]。
  - 次子陳致治
    - 孫陳泰猷，陳致治長子，永樂十六年（1418年）左右分居東洲聚落[6]。
- 繼室趙氏，原配之妹
  - 三子陳致和
  - 四子陳致祥，永樂十六年（1418年）分居山外聚落[6]。